# Ertuğrul Kürkçü

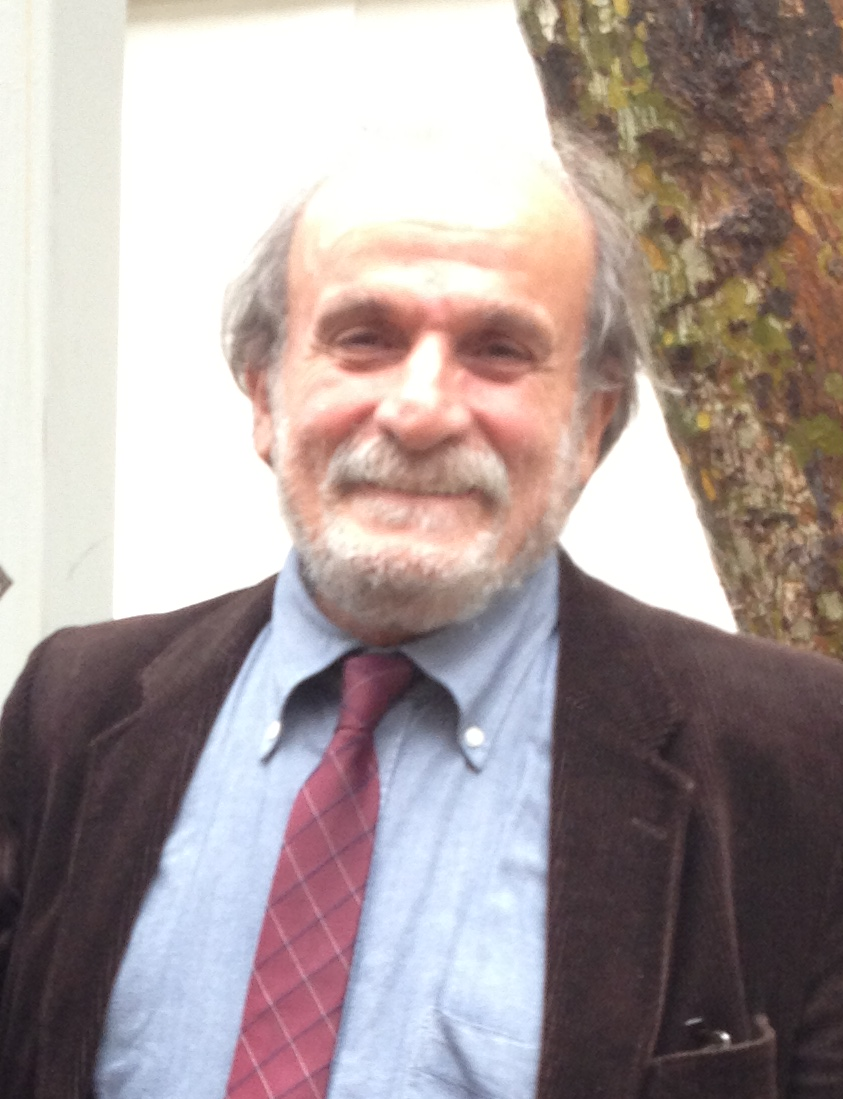
Ertuğrul Kürkçü (2014)

Ertuğrul Kürkçü (* 5. Mai 1948 in Bursa) ist ein türkischer, sozialistischer Aktivist, Journalist, Verleger und Schriftsteller. Ehrenpräsident der Demokratischen Volkspartei (HDP) und Ehrenmitglied der Parlamentarischen Versammlung des Europarates (PACE), Mitglied des Progressiven Internationalen Beirats und Abgeordneter in der Türkischen Nationalversammlung.

## Bei der THKP-C
Kürkçü war ein Aktivist der 68er-Bewegung und gründete 1970 mit Mahir Çayan und anderen die Untergrundorganisation der Türkischen Volksbefreiungspartei-Front (THKP-C). Am 18. Oktober 1970 wurde er zum Vorsitzenden der Dev-Genç (Föderation der Revolutionären Jugend der Türkei) gewählt. Die THKP-C entführte am 26. März 1972 zwei britische und einen kanadischen Techniker einer Radarstation in Ünye am Schwarzen Meer. Damit beabsichtigten sie Deniz Gezmiş, Hüseyin İnan und Yusuf Aslan, die als Führer der THKO zum Tode verurteilt worden waren, freizupressen. Vier Tage später, am 30. März 1972, wurden Kürkçü und seine Genossen von der Jandarma im Dorf Kızıldere in der Provinz Tokat gestellt. Alle außer Kürkçü wurden bei dem Einsatz getötet. Kürkçü überlebte, weil er sich in einem Heuhaufen versteckt hatte. Er wurde vor einem Sondergericht zum Tode verurteilt, seine Todesstrafe wurde jedoch 1974 in eine 30-jährige Haftstrafe umgewandelt. 1986 wurde er nach 14 Jahren Haft entlassen.

## Schriftstellerische Tätigkeit
Kürkçü wurde schriftstellerisch und politisch wieder aktiv und war Herausgeber der Enzyklopädie Sosyalizm ve Toplumsal Mücadeleler Ansiklopedisi (Enzyklopädie des Sozialismus und der gesellschaftlichen Kämpfe).  Am 14. März 1997 wurde er wegen der Übersetzung eines Human Rights Watch Reports zu einer Gefängnisstrafe von 10 Monaten verurteilt. Er ging jedoch vor den Europäischen Gerichtshof für Menschenrechte und gewann eine Entschädigung.
Zwischen 2002 und 2007 veröffentlichte er das politisch-kulturelle Magazin Siyasi Gazete. Des Weiteren ist er Koordinator und Schreiber auf dem unabhängigen politischen Portal www.bianet.org. Neben seinen Aktivitäten in den sozialistischen Parteien wurde er auch Mitglied der Demokratik Toplum Kongresi (DTK), die sich unter anderem mit der Kurdenfrage in der Türkei auseinandersetzt.

## Politik
Er war 1996 Mitgründer der Özgürlük ve Dayanışma Partisi (ÖDP). Doch nach internen Parteikämpfen wurden einige neue Parteien gegründet, in denen Kürkçü verschiedene Posten innehatte.
Für die Parlamentswahlen im Juni 2011 stellte Kürkçü sich als unabhängiger Kandidat für die Provinz Mersin auf und wurde ins Parlament gewählt. Nach der Wahl trat er der prokurdischen Barış ve Demokrasi Partisi bei. Während seiner Vereidigung am 1. Oktober 2011 trat er mit zehn Nelken am Revers als Zeichen für seine zehn getöteten Freunde bei Kızıldere an den Rednerpult.
Für die Kommunalwahlen im März 2014 beschlossen die BDP-Abgeordneten Kürkçü, Sebahat Tuncel und Sırrı Süreyya Önder Ende Oktober 2013 aus der Partei auszutreten und sich der Halkların Demokratik Partisi (HDP; Demokratische Partei der Völker) anzuschließen. Dahinter stand die Idee mit der HDP größere Chancen bei den Wahlen zu erreichen, weil die „Kurdenpartei“ BDP im Westen des Landes unattraktiv ist. Auf dem Parteitag der HDP am 27. Oktober 2013 in Ankara wurde Kürkçü zusammen mit Tuncel zu Parteivorsitzenden gewählt. Nach seiner Rede auf dem Parteitag erlitt Kürkçü einen Herzinfarkt, ist aber außer Lebensgefahr.
Im Einklang mit den HDP-Verhaltensregeln, die die Wahl der Mitglieder für eine Vertretungsstelle mehr als zweimal verhindern, hat Kürkçü nicht für die Parlamentswahlen vom 24. Juni 2018 gewählt, behält jedoch seine Mitgliedschaft in der Parteiversammlung und im zentralen Exekutivkomitee wie von ihm vorgesehen den Status des HDP-Ehrenvorsitzenden. Kürkçü war zuvor bei den Parlamentswahlen 2011 als unabhängiges Parlamentsmitglied für Mersin in die TBMM eingetreten.